# Научно-исследовательский институт охотничьего хозяйства и звероводства
Всеросси́йский нау́чно-иссле́довательский институ́т охо́тничьего хозя́йства и зверово́дства им. проф. Б. М. Житко́ва (ВНИИОЗ) — научное учреждение РАН. Располагается в городе Кирове, Россия. Основан в 1922 году в Москве, переведён в Киров в 1958 году. Современное название — с 1969 года. В 1972 году в связи с 50-летием институту присвоено имя Б. М. Житкова. Его подразделением является опытное зверохозяйство «Вятка», находящееся в деревне Зониха Слободского района Кировской области.

## Директора
- 1922—1932 — Житков Борис Михайлович
- 1932—1936 — Наумов Сергей Павлович
- 1936—1943 — Кирис Иван Дмитриевич
- 1943—1946 — Наумов Сергей Павлович
- 1946—1958 — Овчинников Николай Михайлович
- 1958—1964 — Новиков, Владимир Корнеевич
- 1964—1969 — Гаврин Василий Федорович
- 1969—1980 — Колповский Валерий Михайлович
- 1980—2005 — Сафонов, Владимир Георгиевич
- с 2005 года — Домский, Игорь Александрович

## Филиалы

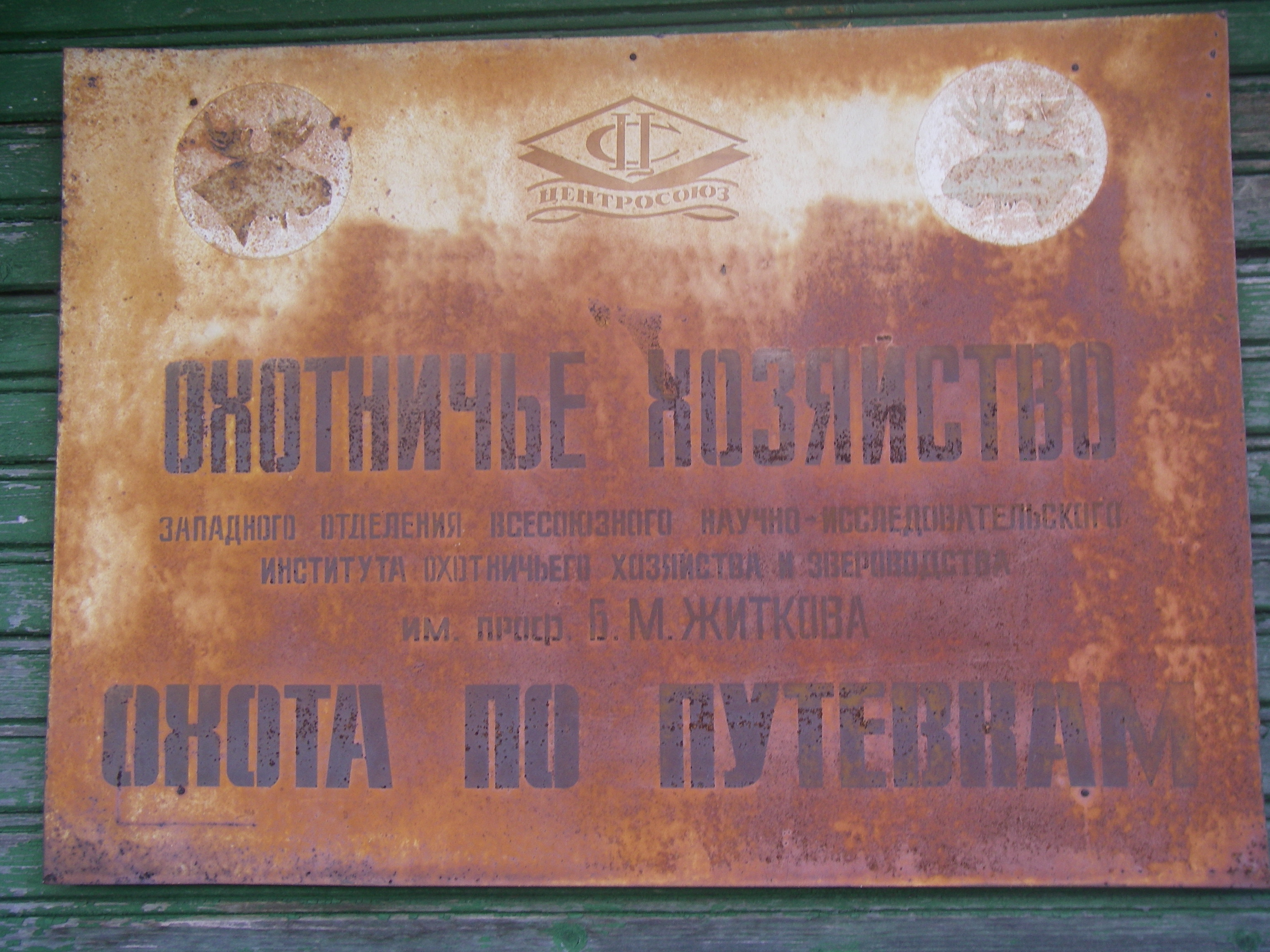

- ДАЛЬНЕВОСТОЧНЫЙ: Хабаровск, ул. Л.Толстого, 15-А.

Зона деятельности: Хабаровский и Приморский края, Амурская и Сахалинская области 

Директор: Даренский Анатолий Александрович.
- ЗАПАДНЫЙ: Санкт-Петербург, Первая Линия, 38.

Зона деятельности: Ленинградская, Новгородская, Псковская, Мурманская обл., Карелия. 

Директор: Русаков Отто Сергеевич, кандидат биологических наук.
- ЗАПАДНО-СИБИРСКИЙ: Новосибирск, ул. Пархоменко, 26.

Зона деятельности: Новосибирская, Томская, Омская, Кемеровская обл., Алтай и Хакасия. 

Директор: Телепнев Владимир Геннадьевич, кандидат биологических наук.
- СЕВЕРНЫЙ: Архангельск, Сов. Космонавтов, 38.

Зона деятельности: Архангельская, Вологодская обл., Республика Коми. 

Директор: Корепанов Владимир Иванович.
- УРАЛЬСКИЙ: Екатеринбург, ул. Восточная, 56.

Зона деятельности: Свердловская, Пермская, Челябинская, Курганская, обл. 

Директор: Знаменская Инга Игоревна.
- ЮЖНЫЙ: Краснодар, ул. Красная, 10.

Зона деятельности: Краснодарский и Ставропольский кр., Ростовская обл., Калмыкия. 

Директор: Гинеев Анатолий Михайлович, кандидат биологических наук.
- Специализированный филиал

Удмуртская Республика, Завьяловский р-н, с. Первомайский, ул. Советская, 1 

Зона деятельности: в пределах Приволжского федерального округа РФ 

Директор: Храмов Александр Федорович, кандидат биологических наук.
- Московский филиал

Московская обл., г. Сергиев Посад, ул. Птицеградская,10 

Зона деятельности: центральные регионы европейской территории России 

Директор: Максимук Анатолий Васильевич